# Prosopocoilus antilopus insulanus
Prosopocoilus antilopus insulanus es una subespecie de coleóptero de la familia Lucanidae.

## Distribución geográfica
Habita en Santo Tomé y Príncipe.